# HashiCorp

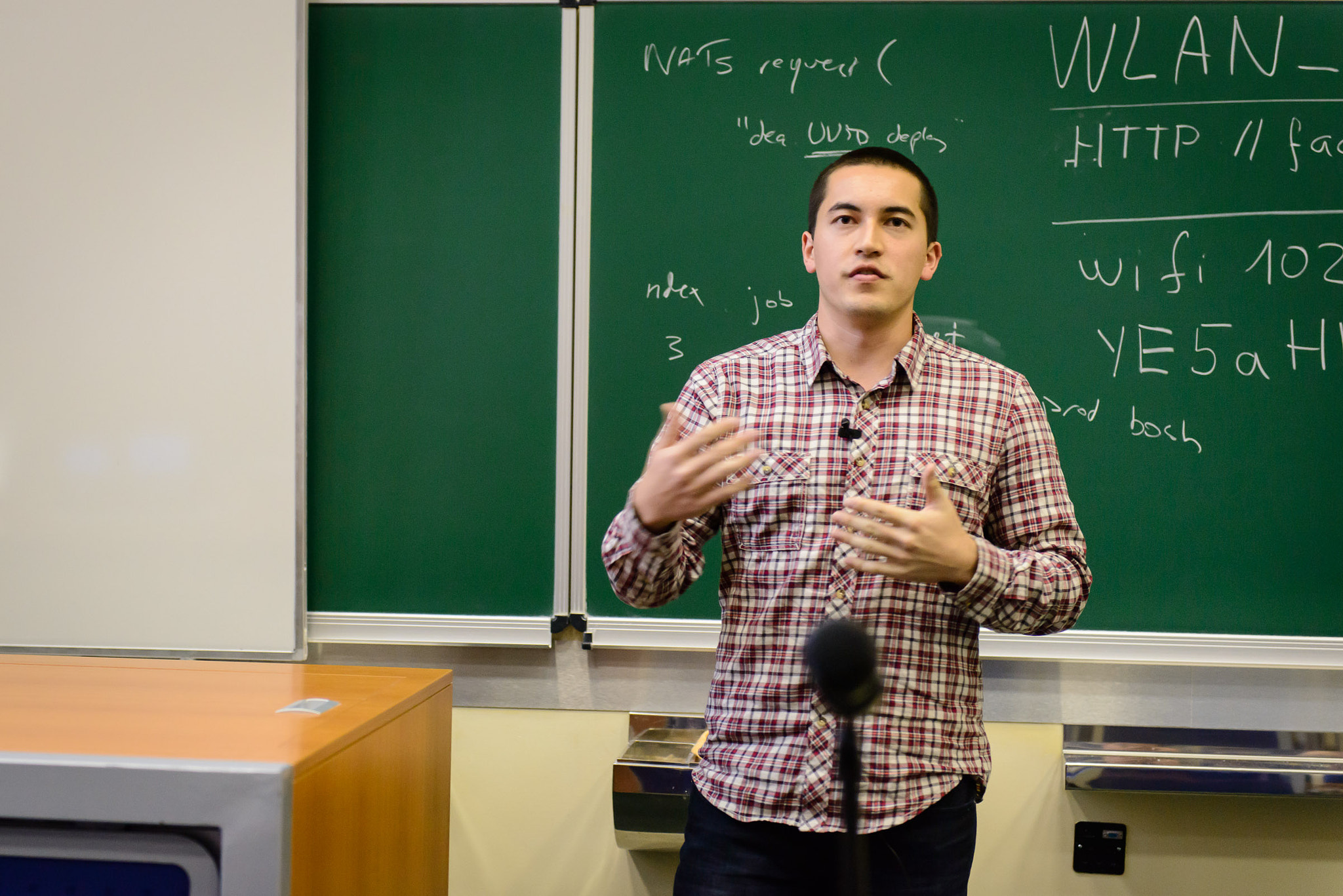
Mitchell Hashimoto – współzałożyciel HashiCorp

HashiCorp, Inc. – amerykański producent oprogramowania opartego na modelach freemium oraz oprogramowania jako usługa z siedzibą w San Francisco. Firma wytwarza otwartoźródłowe oraz komercyjne oprogramowanie dedykowane programistom oraz administratorom systemów komputerowych tworzącym i zarządzającym infrastrukturą chmury obliczeniowej.

## Historia
Firma została utworzona w roku 2012 przez Mitchella Hashimoto i Armona Dadgara. Nazwa firmy pochodzi od części nazwiska jej współzałożyciela, Mitchella Hashimoto – twórcy programu Vagrant, który obecnie jest jednym z produktów rozwijanych przez HashiCorp.
10 sierpnia 2023, HashiCorp poinformowało o zmianie licencji wszystkich produktów na Business Source License v1.1, która zakazuje komercyjnego używania wersji community projektu przez podmioty oferujące "konkurencyjne usługi". BSL nie jest uznawana za licencję open source.
Mitchell Hashimoto odszedł z firmy w grudniu 2023.
24 kwietnia 2024 roku IBM ogłosił chęć przejęcia HashiCorp na kwotę 6,4 mld USD. 27 lutego 2025 nastąpiło zakończenie przejęcia za kwotę 6,4 mld USD, po uzyskaniu potrzebnych potwierdzeń regulacyjnych.

## Produkty
Oprogramowanie HashiCorp jest otwartoźródłowe (publikowane w serwisie GitHub na oficjalnym profilu firmy) i jest zorientowane na wspomaganie projektowania i zarządzania architektury zorientowanej na usługi – każde z narzędzi ukierunkowane jest na konkretny etap upraszczania oraz automatyzacji tych procesów.
Do flagowych produktów firmy należą:
- Vagrant – automatyzacja uruchamiania maszyn wirtualnych za pośrednictwem hipernadzorców typu drugiego.
- Packer – tworzenie i automatyzacja procesu tworzenia maszyn wirtualnych celem ich wdrożenia przez oprogramowanie Vagrant.
- Terraform – zarządzanie infrastrukturą chmury obliczeniowej w usługach dostawców publicznych usług chmurowych na modelu infrastruktury jako kod[15].
- Consul – tworzenie i wdrażanie pośredników ruchu sieciowego pomiędzy usługami.
- Vault – cyfrowy sejf umożliwiający przechowywanie danych wrażliwych z użyciem szyfrowania danych oraz audytowania ich bezpieczeństwa.
- Nomad – oprogramowanie do zarządzania klastrami kontenerowymi.
- Boundary – kontrola dostępu do usług komputerowych na podstawie przyznanych ról oraz uprawnień do wskazanych usług[16].
- Waypoint – automatyzacja wdrażania wygenerowanych artefaktów aplikacji do wskazanych usług[17].